# Sheaville
Eldorado az Amerikai Egyesült Államok északnyugati részén, Oregon állam Malheur megyéjében elhelyezkedő önkormányzat nélküli település.
Postahivatala 1887 és 1918, majd 1926 és 1956 között működött.